# Скоростна кутия
Предавателна кутия, или още популярна с наименованието скоростна кутия, е част от силовото предаване на автомобила. Тя служи за промяна на въртящия момент и оборотите, които се предават от двигателя към двигателните колела на автомобила. Също така служи и за променяне на посоката на движение (напред и назад).
Според начина на превключване на предавките, предавателните кутии биват механични (с ръчно превключване на предавките) и автоматични (с автоматично превключване на предавките), а от своя страна автоматичните скоростни кутии се разделят на два подвида – степенни (с определен брой предавки с константно предавателно число) и безстепенни, които най-често биват три вида – работещи чрез макари, тороидални и хидростатични (тези трансмисии позволяват избирането на подходящото предавателно отношение без никакво усещане за превключване). Монтирането на предавателна кутия в превозните средства се налага, поради това, че двигателите с вътрешно горене имат неподходяща за използване при автомобилите външночестотна характеристика. Например при потегляне на колелата на автомобила е нужен по-голям въртящ момент и по-ниска ъглова скорост, а при високи скорости са необходими високи обороти на колелата на автомобила и нетолкова голям въртящ момент.
Действието на предавателната кутия се основава на „Закона за запазване на мощностите“ – произведението на въртящия момент и ъгловата скорост на входа на кутията е еднакво с това на изхода. По своята същност предавателната кутия представлява редуктор, който има няколко степени на работа (предавки или скорости). Чрез определена технологична подредба, във всяка кутия се монтират определен брой двойки зъбни колела. Броят на двойките съответства на броя на предавките на кутията.
При автомобилите с преден, надлъжно разположен двигател и задно задвижване механичните предавателни кутии са тривалови. Те имат един входящ, един междинен и един изходящ вал.
При автомобилите с преден, напречно разположен двигател, механичните предавателни кутии в повечето случаи са двувалови, като липсва междинен вал при предавките за преден ход.
До средата на 80-те години повечто механични предавателни кутии са четиристепенни, а впоследствие пет- и шестстепенни.
В предавателните кутии се използват цилиндрични зъбни колела с наклонени зъби. Цилиндричните зъбни колела с наклонени зъби имат много по-тиха работа от тези с правите зъби и могат да предават по-голям въртящ момент. Зъбната двойка за всяка една от предавките е постоянно зацепена (с изключение на предавката за задна скорост), като едното от колелата се върти свободно върху вала, на който е монтирано. Подбирането на предавката се осъществява, чрез блокиране на свободното колело към вала, посредсвом синхронизатор.
Синхронизаторът представлява механизъм, много близък до триещия съдинител. Състои се от външен, вътрешен и междинен пръстен, пружини и фиксиращи щифтове (обикновено 3 на брой). Чрез синхронизатора се осъществява плавно зацепване на колелата към валовете, посредсвом триене между пръстените на синхронизатора, докато се изравнят ъгловите скорости на вала и колелото. В повечето случаи един сдвоен (огледален) синхронизатор се използва за включването/ изключването на две предавки.
За осигуряване на заден ход в кутията има още едно „паразитно“ колело, което обръща посоката на движение на изходящия вал.
Автоматичните скоростни кутии също имат входящ и изходящ вал, но промяната на въртящия момент и оборотите се осъществява чрез планетни механизми. В една кутия има повече от един планетен механизъм. Изборът на предавателно число се определя чрез „блокиране“ на колело, водило или корона от даден планетен механизъм, посредством съединител или спирачка.